# Barbata
Barbata là một đô thị ở tỉnh Bergamo trong vùng Lombardia của nước Ý, có vị trí cách khoảng 50 km về phía đông của Milano và khoảng 25 km về phía đông nam của Bergamo. Tại thời điểm ngày 31 tháng 12 năm 2004, đô thị này có dân số 628 người và diện tích là 8,0 km².
Barbata giáp các đô thị: Antegnate, Camisano, Casaletto di Sopra, Covo, Fontanella, Isso.